# 三重県労働者住宅生活協同組合
三重県労働者住宅生活協同組合（みえけんろうどうしゃじゅうたくせいかつきょうどうくみあい、略称: 三重県住宅生協）は、三重県下の勤労者の住宅困窮を解決するために1966年に三重県知事の認可により発足した生活協同組合である。発足後、日本労働者住宅協会三重支部の事業を引継ぎ、さらに1966年に設立された建設省傘下の特殊法人日本勤労者住宅協会の委託を受け、三重県内での住宅金融公庫を受けて日本勤労者住宅協会事業を行う事となった。
以降、三重県下で500戸以上の大型団5団地を自ら開発し（共同開発を含む）、100～500戸程度のの中型団地も20団地以上、その他小中型団地等含め12,000戸以上の住宅を三重県下で供給してきている。
日本勤労者住宅協会の委託事業としての住宅供給を主体とし厚生年金転貸融資事業による住宅供給、財形年金融資に基づく財形住宅事業を事業を実施してきた。日本勤労者住宅協会の事業停止に伴い、同協会事業の受託は無くなったが、三重県労働者住宅生活協同組合独自態勢による事業継続は続き、現在も分譲住宅・注文住宅・リフォーム事業など住宅に関する様々な事業に取り組んでいる。

## 事業内容
- 団地開発 土地所有者から土地を買い取り都市計画法等の法規制に基づく許認可を取得し、宅地造成工事を実施し完成した土地を団地として販売するという一連の開発行為の全てを実施し、市街化調整区域内の大規模開発も複数行ってきている。
- 大型団地の場合、分譲だけで無く購入者入居後の自治会の設立等についてもサポート等を実施している。
- 住宅建設 三重県下でも早期から2×4工法による住宅建設を取り入れ、在来工法による住宅建設とともに12,000軒を越える建売住宅・注文住宅を建設・分譲してきている。 なお、三重県労働者住宅生活協同組合はマンションの分譲は一切行っていない。

## 主な事業団地
- 三重県住宅生協「あがたハイツ」
- 四日市市 三重県住宅生協「レインボータウン桜花台」
- 四日市市 三重県住宅生協「Jhills四日市」
- 四日市市 三重県住宅生協「ラヴズ鈴鹿」
- 鈴鹿市 三重県住宅生協「殿舟団地」
- 津市 三重県住宅生協「夢が丘」
- 津市 三重県住宅生協「レインボータウン四季のまち」
- 松阪市 三重県住宅生協「レインボータウン高田」
- 松阪市 三重県住宅生協「斎宮苑」
- 多気郡明和町 三重県住宅生協「公園通りTAMAKI」
- 度会郡玉城町 三重県住宅生協「多気ニュータウン相可台」
- 多気郡多気町 三重県住宅生協「TOWN伊勢杜の宮」